# Maison de Josip Broz Tito à Smederevska Palanka
La maison de Josip Broz Tito à Smederevska Palanka (en serbe cyrillique : Кућа у којој је становао Јосип Броз Тито у Смедеревској Паланци ; en serbe latin : Kuća u kojoj je stanovao Josip Broz Tito u Smederevskoj Palanci) se trouve à Smederevska Palanka, dans le district de Podunavlje, en Serbie. Elle est inscrite sur la liste des monuments culturels protégés de la république de Serbie (identifiant no SK 558).

## Présentation

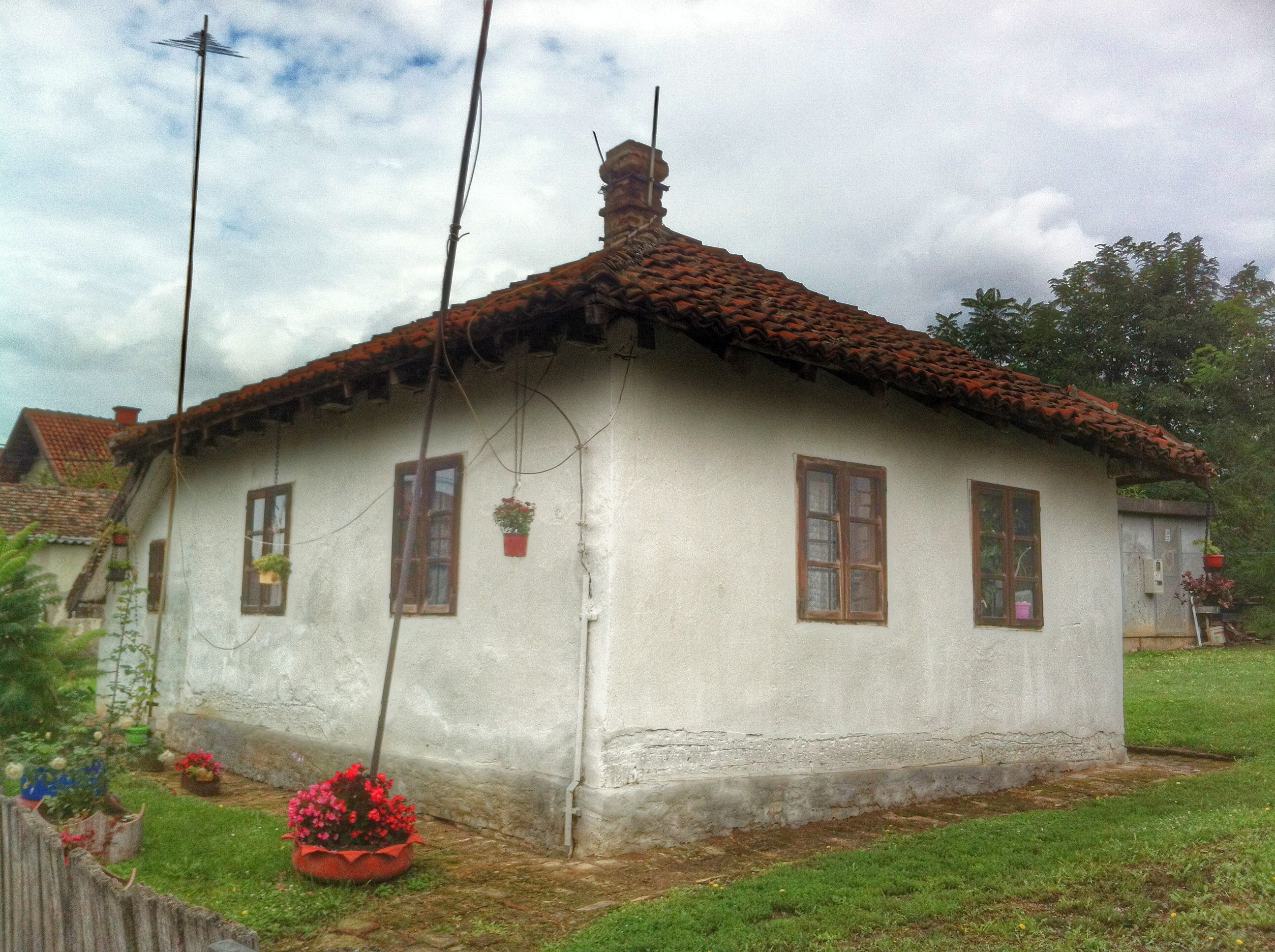
Autre vue de la maison.

La maison, située 67 rue Jovana Cvijić, a probablement été construite à la fin du XIXe siècle ; elle est caractéristique de l'architecture traditionnelle serbe.
Elle est constituée d'un simple rez-de-chaussée qui repose sur des fondations en briques cuites ; elle est construite selon la technique des colombage avec un remplissage en acacia et en briques crues. Dans sa forme initiale, elle s'inscrivait dans un plan presque carré et comprenait deux pièces séparées par un mur avec un foyer au centre. La structure du toit est en bois et ses quatre pans sont recouverts de tuiles. Les façades sont enduites de mortier et de boue et peintes en blanc.
Vers 1930, une pièce supplémentaire a été construite au nord-ouest du bâtiment ; plus tard, d'autres interventions ont encore modifié l'aspect de l'ensemble.
Josip Broz Tito a vécu dans cette maison entre 1926 et 1927. En raison de sa valeur historique et, partiellement, architecturale, elle a été transformée en musée commémoratif. Une plaque en bronze à l'effigie de Tito a été apposée sur la façade avec l'inscription suivante : « Dans cette maison, fin 1926 et début 1927, a vécu Josip Broz Tito, le président de la république fédérative socialiste de Yougoslavie, alors qu'il travaillait dans une usine de wagons ». En 1982, d'importants travaux de conservation et restauration ont été réalisés pour lui rendre son aspect d'origine.

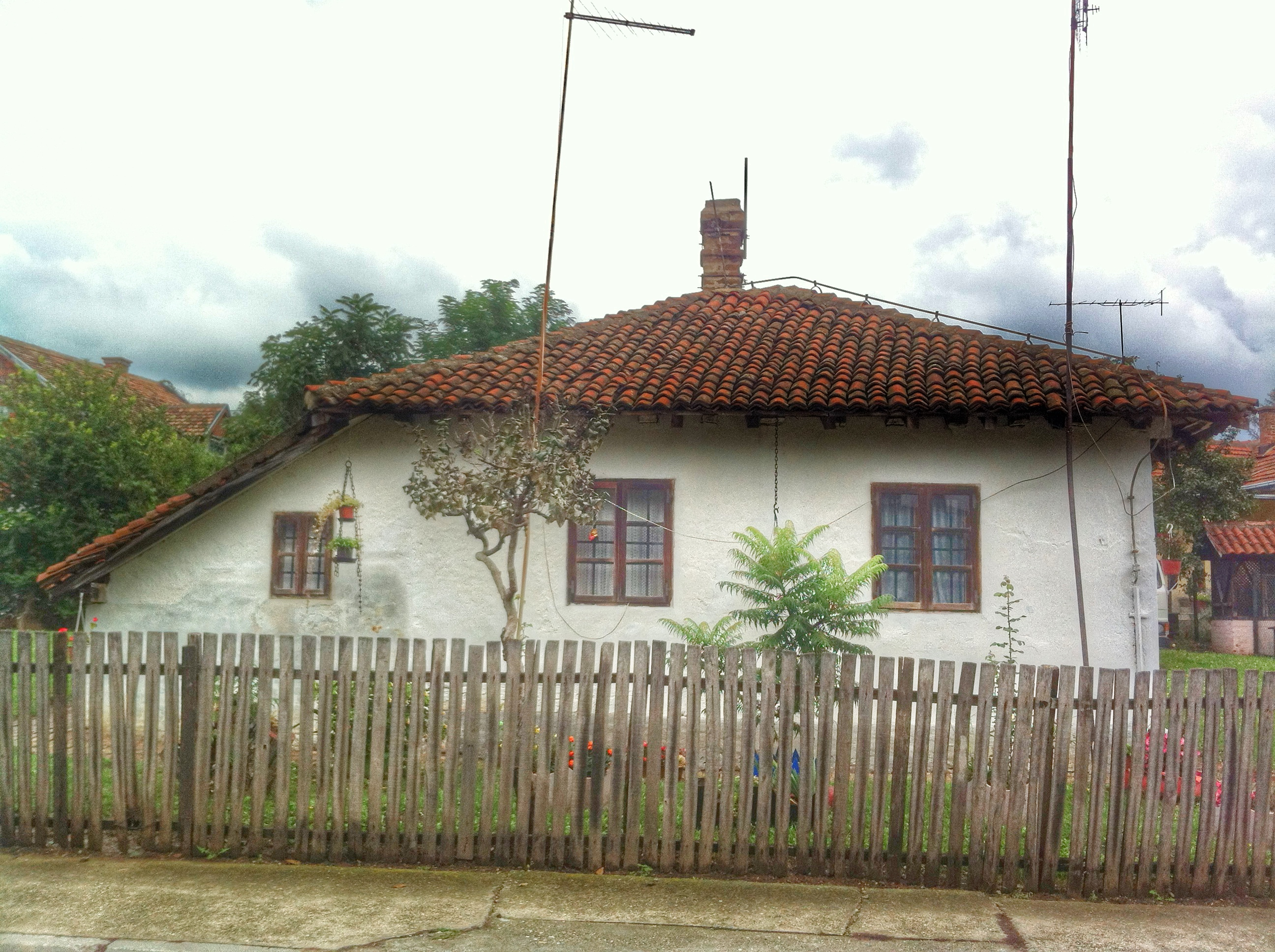
Autre vue de la maison.